# بوتش مورس
بوتش مورس (بالإنجليزية: Butch Morse)‏ هو لاعب كرة قدم أمريكية أمريكي، ولد في 5 ديسمبر 1910 في كليفلاند في الولايات المتحدة، وتوفي في 22 مايو 1995 في كورفاليس في الولايات المتحدة.

## وصلات خارجية
- بوتش مورس على موقع مرجع كرة القدم المحترفة.كوم (الإنجليزية)